# Adoretosoma singhikensis
Adoretosoma singhikensis är en skalbaggsart som beskrevs av Kacker 1972. Adoretosoma singhikensis ingår i släktet Adoretosoma och familjen Rutelidae. Inga underarter finns listade i Catalogue of Life.